# Fritz Heitmann (organista)
Fritz Heitmann (ur. 9 maja 1891 w Hamburgu, zm. 7 września 1953 w Berlinie) – niemiecki organista.
Uczeń Karla Straubego, Maxa Regera i Josefa Pembaura. W latach 1912–1918 był organistą katedralnym w Szlezwiku, od 1918 do 1932 w Kościele Pamięci (Kaiser-Wilhelm-Gedächtniskirche) w Berlinie, od 1932 r. organistą katedralnym. Był profesorem Berliner Akademie für Schul- und Kirchenmusik oraz w konserwatorium muzycznym (Stern'sches Konservatorium).
Na jego nagraniach z lat 1929–1930 zachował się oryginalny dźwięk organów Sauera z kościoła Cesarza Wilhelma, zniszczonych podczas nalotu w 1943 r. W 1951 r. dokonał jednego z pierwszych nagrań Kunst der Fuge Bacha.